# Baudinard-sur-Verdon
Baudinard-sur-Verdon este o comună în departamentul Vaucluse din sud-estul Franței. În 2009 avea o populație de 176 de locuitori.

## Evoluția populației
| An        | 1975 | 1982 | 1990 | 1999 | 2006 | 2009 |
| --------- | ---- | ---- | ---- | ---- | ---- | ---- |
| Populație | 37   | 49   | 67   | 120  | 151  | 176  |